# 雨燕飛行表演隊

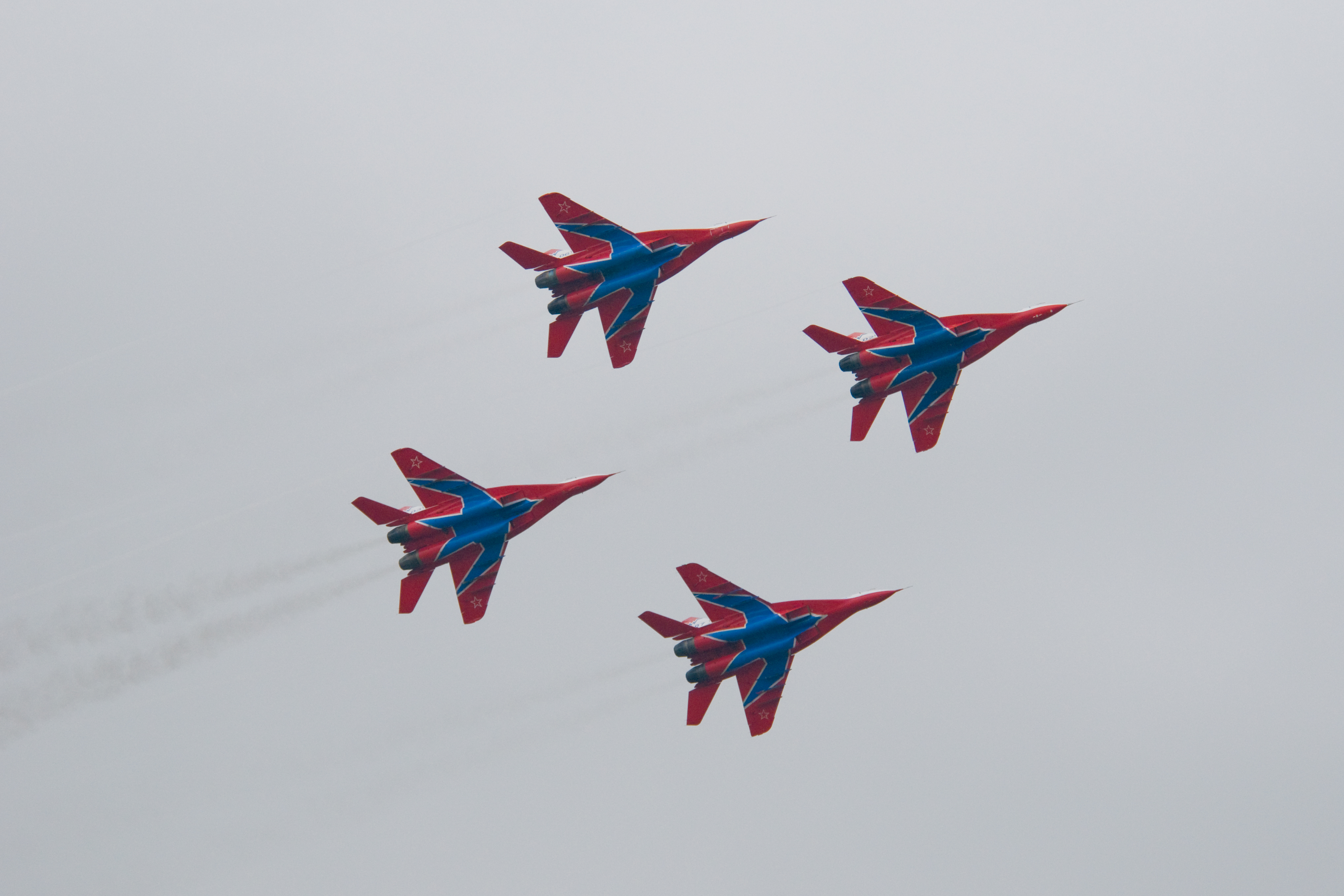
雨燕飛行表演隊的米格-29戰機編隊

雨燕飛行表演隊，是俄羅斯空軍的一隊飛行表演隊，成立於1991年，其前身為莫斯科郊區某個空軍中隊，雨燕飛行表演隊多年來除了作為俄羅斯迎接外賓和在重要慶典（例如：衛國戰爭60週年慶典）進行飛行表演，也作為向外國買家推銷俄羅斯戰機的重任，因此他們駕駛的是米格-29戰鬥機。

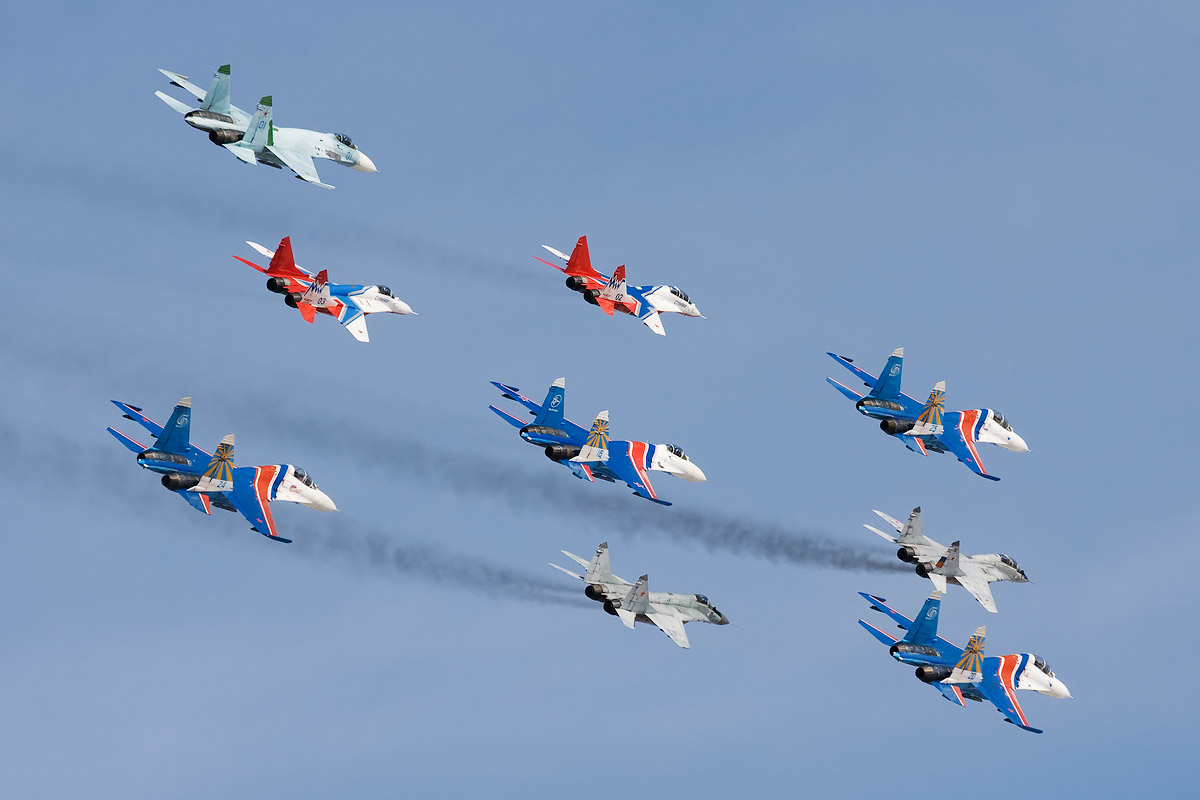
衛國戰爭60週年慶典上，雨燕飛行表演隊的米格-29和俄羅斯勇士隊的Su-27一起作飛行表演。

## 外部連結
- 雨燕飛行表演隊片段 （页面存档备份，存于）